# Касаткин-Ростовский, Иван Богданович
Князь Иван Богданович Касаткин-Ростовский — московский дворянин и посол во времена правления Алексея Михайловича.
Из княжеского рода Касаткины-Ростовские. Третий сын князя Богдана (Терентия) Васильевича Лобанова-Ростовского, упомянутого в 1607 и 1617 годах воеводой в Михайлове и местничавший в 1617 году с Василием Ивановичем Турениным. Имел братьев, князей: Василия, Осипа и Афанасия Богдановичей.

## Биография
В марте 1653 года послан в Персию первым дворянином посольства, в составе дьяка и четырёх дворян, при окольничем и князе Иване Ивановиче Лобанове-Ростовском. В декабре 1659 года приехал к царю Алексею Михайловичу из Старого Быхова от окольничего князя И.И. Лобанова-Ростовского с сеунчем о разбитии и пленении воинов из отрядов гетмана Ивана Евстафьевича Выговского, об осаде Старого Быхова и его взятии. В 1658-1677 в Боярской книге записан московским дворянином.
От брака с неизвестной имел единственного сына, князя Бориса Ивановича, упомянутого в 1687 году стольником и дочь княжну Анну Ивановну (в 1704 году была ещё жива), продавшей в 1657 году свою вотчину в Кашинском уезде и имевшая брата князя Бориса Ивановича Касаткина-Ростовского.

## Критика
В "Российской родословной книге" П.В. Долгорукова  указаны современники, два князя Ивана Богдановича Касаткина-Ростовских, за № 12 и 15. Вероятно, что данные относящиеся к 1606 году, где князь Иван Богданович (ум. до 1642 года, когда его вдове Марфе дано поместье "на прожиток") показан в дворянах Деревской пятины и в 1640 году записанный в Боярской книге московским дворянином, относится к № 12, т.к. в 1660 году ему было бы не менее 80 лет, что для того времени очень много для выполнения служб отмеченных на странице выше. В этом же источнике, П.В. Долгоруков показывает князя Ивана Богдановича бездетным, а П.Н. Петров упоминает у него сына князя Бориса Ивановича.
П.Н. Петров в "Истории родов русского дворянства" показывает у отца, князя Богдана-Терентия Васильевича три сына, князей: Василия, Осипа и Ивана (о ком статья) Богдановичей, а Афанасий Богданович — не упомянут.